# Dysstroma ochrofuscaria
Dysstroma ochrofuscaria là một loài bướm đêm trong họ Geometridae.